# Laska zoometryczna

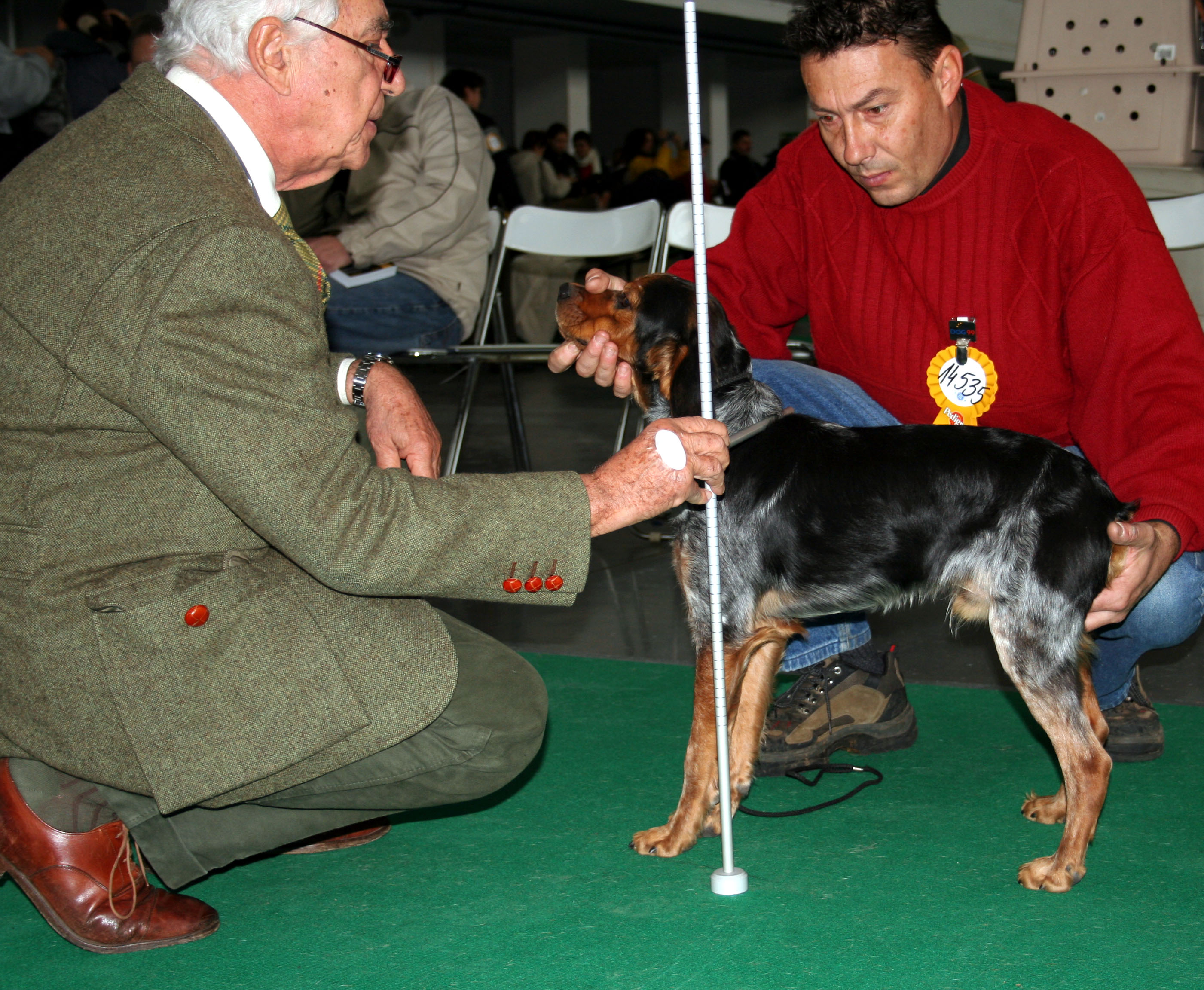
Laska zoometryczna

Laska zoometryczna – przyrząd do mierzenia wysokości w kłębie zwierząt. Ruchome ramię laski przykładane jest do najwyższego punktu na grzbiecie – kłębu zwierzęcia. Może być też wykorzystana do wykonania innych pomiarów, na przykład wysokości w krzyżu, skośnej długości tułowia, szerokość w biodrach, lub szerokość w kulszach. Zwykle wykonana jest z drewna i metalu. Składa się z ramienia głównego, wysuwanej teleskopowej listwy oraz dwóch ramion bocznych, które można ustawiać w dowolnych płaszczyznach.